# Evan
Evan är artistnamn för Pontus Ewan Hagberg, född 11 januari 1974 i Brännkyrka församling, Stockholms län, men uppväxt i byn Röste nära Bollnäs i Hälsingland. Hans farmor kommer från Norge och hans mormor är halvsamisk. 

## Biografi
2003 slog han igenom hos den breda publiken[källa behövs] med låten Everything I'd Ever Do, vilken som högst låg på plats 19 på svenska försäljningslistan för singlar och plats 18 på Trackslistan. Året efter låg singeln Will You Love Me Forever som bäst på plats 12 på försäljningslistan. Samma år släppte han sitt debutalbum The Other Side. 
Han deltog i Melodifestivalen 2006 med bidraget Under Your Spell, som dock kom på sista plats i sin deltävling. Han fick dock revansch då den efterföljande singeln, The Moment I Miss You blev en radiohit. Han återkom till Melodifestivalen 2008 som kompositör och textförfattare till When You Need Me, framförd av Thérèse Andersson. Låten samskrevs med Malin Eriksson och Jonas Sjöström. 
Evan är även aktiv inom dancemusiken under artistnamnet "DJ Roine" och som kompositör av elektronisk musik under artistnamnet "Firechild".

## Diskografi

### Album
- 2004 - The Other Side
- 2006 - Under Your Spell
- 2010 - Bonustracks
- 2012 - The Beauty of Your Face
- 2015 - Andas

### Singlar
- 2003 - Everything I'd Ever Do
- 2003 - Will You Love Me Forever
- 2004 - By Your Side
- 2006 - Under Your Spell
- 2006 - The Moment I Miss You
- 2006 - Nobody Else Like You
- 2009 - Dj Roine featuring Evan - You Can Turn To Me
- 2011 - Fall From Grace
- 2013 - I Would Freeze Time ( När Jag Andas )